# ماجراجویی بزرگ پی‌وی
ماجراجویی بزرگ پی‌وی (به انگلیسی: Pee-wee's Big Adventure) فیلمی کمدی و ماجراجویانه به کارگردانی تیم برتون است که در سال ۱۹۸۵ ساخته‌شد. کمی بعد از اینکه بازیگری به نام پل روبنس فیلم فرنکن‌وینی را دید، برتون را برای کارگردانی فیلمی سینمایی برگرفته از شخصیت مورد علاقه‌اش «پی‌وی هرمان» انتخاب کرد. پل روبنس، الیزابت دیلی، مارک هالتون، دایانا سالینگر و جود اومن بازیگران این فیلم هستند. این فیلم با بودجهٔ ۷ میلیون دلاری ساخته شد و بیش از ۴۰ میلیون دلار فروش کرد.

## خلاصهٔ داستان
پی‌وی هرمان، مردی عجیب که رفتارش مثل بچه‌هاست، عاشق دوچرخه‌اش است و هیچ چیز را در این دنیا به اندازهٔ آن دوست ندارد. دوچرخهٔ او دزدیده می‌شود و پی‌وی به دنبال یافتن آن با ماجراهایی مواجه می‌شود.